# Дравсько-Поморське
Дра́вско Помо́рське (пол. Drawsko Pomorskie, нім. Dramburg) — місто в північно-західній Польщі, на річці Драва. 
За станом на 31 березня 2014 року, місто мало 11 851 жителів.

## Демографія
Демографічна структура станом на 31 березня 2011 року:
|          | Загалом | Допрацездатний вік | Працездатний вік | Постпрацездатний вік |
| -------- | ------- | ------------------ | ---------------- | -------------------- |
| Чоловіки | 5752    | 1108               | 4126             | 518                  |
| Жінки    | 6143    | 1071               | 3756             | 1316                 |
| Разом    | 11895   | 2179               | 7882             | 1834                 |